# Тапиола
Та́пиола (Хагалунд; фин. Tapiola, швед. Hagalund) — район города Эспоо в Финляндии. Построен в 1950 −1960-е годы как город-сад. Музейное агентство Финляндии называет Тапиолу самым большим и наиболее ценным памятником финской архитектурной мысли 1960-х годов.

## Название
Тапио — бог леса в финской мифологии, бог Хяме в противоположность карельскому богу леса Хийси, упоминается в Калевале.
Шведский топоним происходит от имени хутора Хагалунд, на землях которого построен район.

## Здания и сооружения

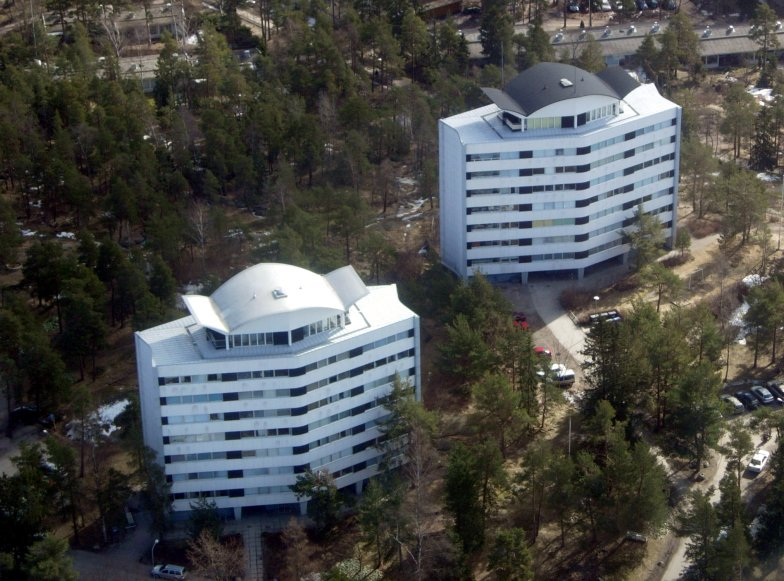
Жилые дома
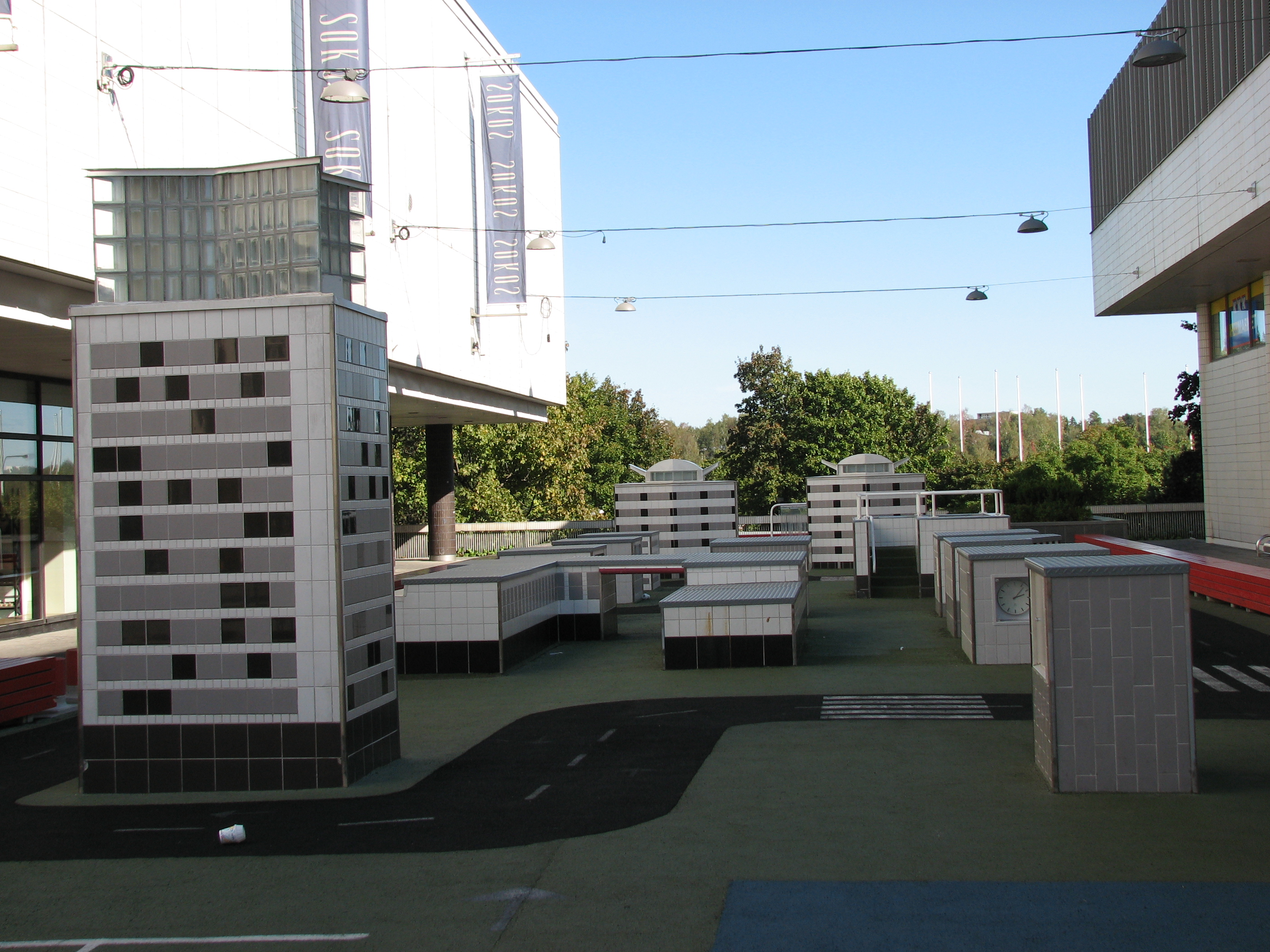
Детская площадка
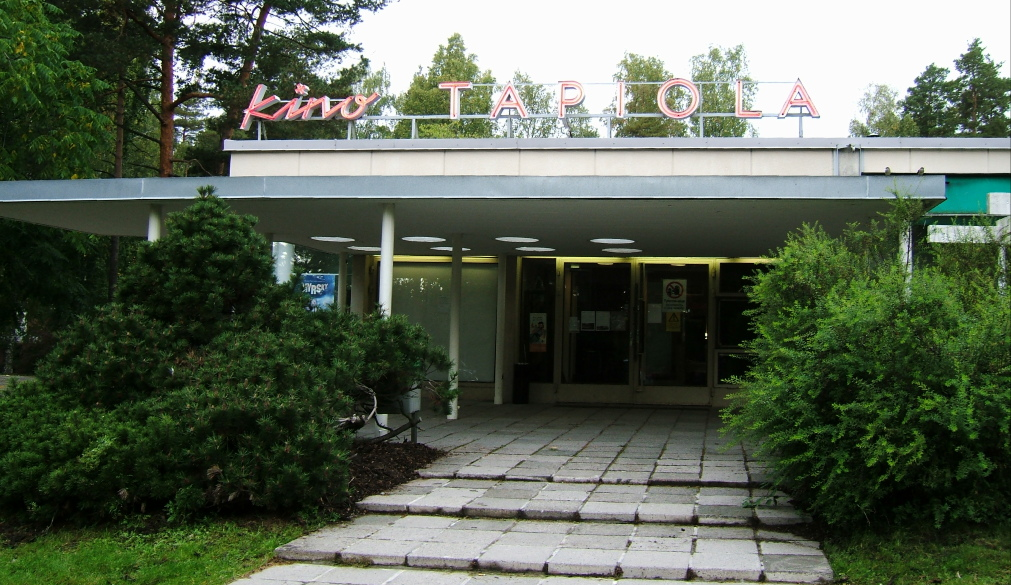
Кинотеатр проекта Аарне Эрви
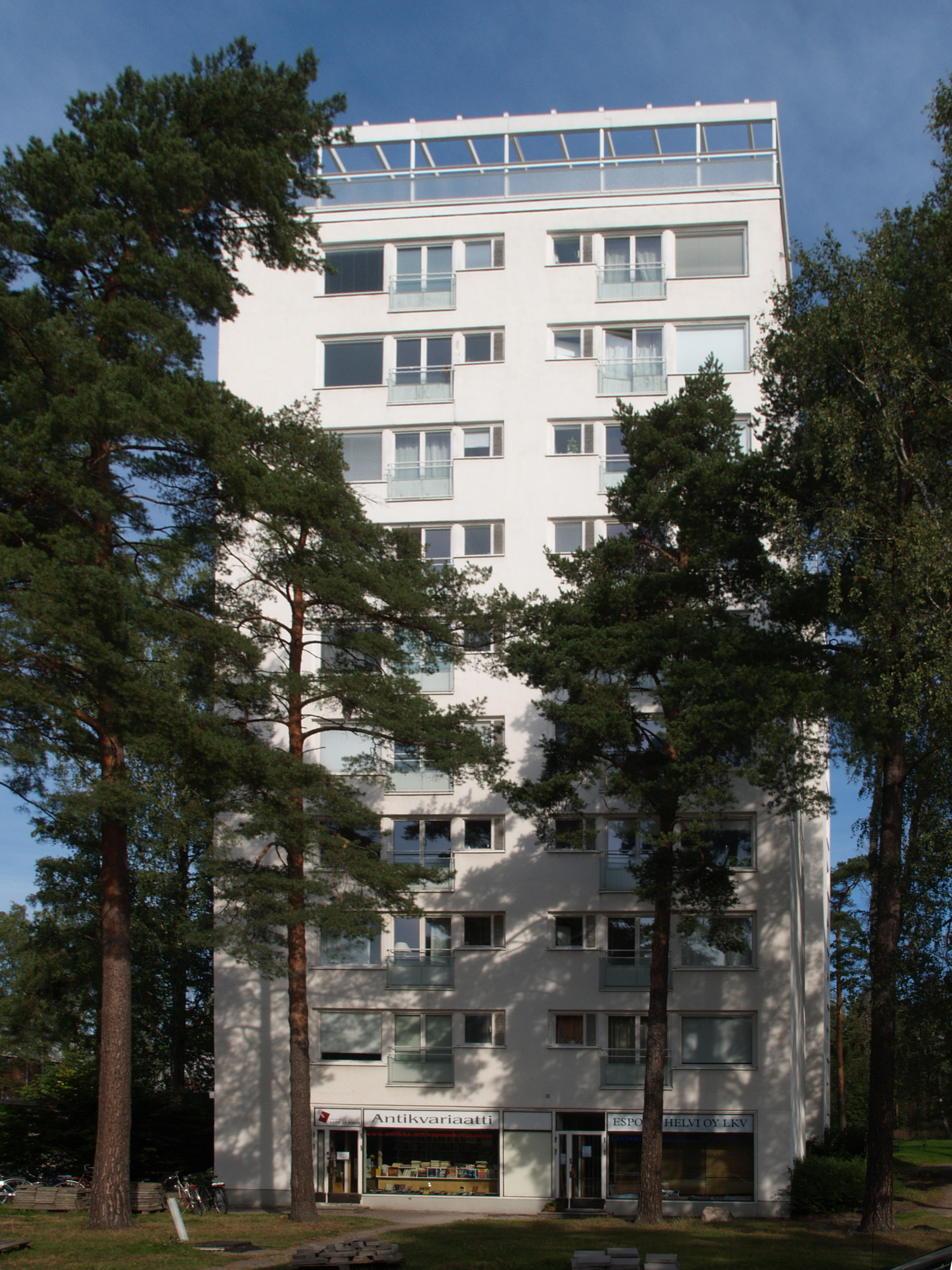
Жилой дом проекта Аарне Эрви

## История
Тапиола был одним из первых послевоенных проектов «нового города» в континентальной Европе. Он был создан частной некоммерческой организацией Asuntosäätiö (Жилищный фонд), которая была основана в 1951 году шестью организациями социальной торговли, включая Конфедерацию финских профсоюзов, Центральную организацию арендаторов, Федерацию защиты детей Маннергейма, Финскую Федерацию гражданских и военных инвалидов и Федерацию государственных служащих.
Проект был задуман, построен и управлялся Хейкки фон Герценом, исполнительным директором Asuntosäätiö и защитником города-сада. Под руководством фон Герцена Жилищный фонд купил 660 акров леса в шести милях от центра Хельсинки и решил создать идеальный город-сад. Роль Жилищного фонда заключалась в финансировании проекта и наблюдении за процессом планирования и строительства, чтобы обеспечить согласованность в различных районах города. Уникальное сочетание в Жилищном фонде различных общественно-политических организаций облегчило переговоры о выделении средств с государственными органами. Фон Герцен намеревался создать современную городскую среду, которая решила бы проблему нехватки жилья в Хельсинки и была бы одновременно экономически жизнеспособной и красивой. Тапиола не являлась частью какого-либо более широкого плана развития Финляндии, кроме Плана семи городов фон Герцена, который стал ответом на разрастание городов в Хельсинки.
Первоначальные планы города Тапиолы были составлены Отто-Иивари Меурман. Позже Жилищный фонд внес значительные изменения в планы и передал планировку Тапиолы группе видных финских архитекторов, в том числе Аарне Эрви, Алвар Аалто, и Кайджа Сирена. Каждый член группы спроектировал свою часть территории и её здания, в том числе блоки социального жилья (80 % всех жилищ) и индивидуальные дома.
Планировщики Тапиолы были убеждены, что ни одна профессиональная группа не может решить многочисленные проблемы современного планирования сообщества; планирование должно быть высококвалифицированным и строго управляемым командной работой на всех уровнях. Тапиола — это результат тесной совместной работы в области архитектуры, социологии, гражданского строительства, садоводства, отечественной науки и защиты молодежи.
Название города-сада было выбрано в ходе публичного конкурса в 1953 году. Победившее название было предложено одиннадцатью разными людьми, что по-фински означает дом Тапио, бога леса из Калевалы.
Тапиола также является культурным центром Эспоо, так как здесь находится Культурный центр Эспоо (дом Tapiola Sinfonietta), городской музей (в WeeGee дом) и Городской театр Эспоо. Тапиола библиотека находится в культурном центре.

## Городское планирование
Тапиола принесла финскому городскому планированию всемирную известность. С первых этапов он приобрел национальную и международную репутацию благодаря высококлассной архитектуре и ландшафтному дизайну, а также стал идеологическим экспериментом. Планировщики города стремились продемонстрировать новое направление финского градостроительства и жилищного строительства. Целью Жилищного фонда было создание города-сада, который стал бы микрокосмом финского общества: в нём жили бы все социальные классы и были бы разные типы зданий, от отдельных домов до террасных и многоэтажных домов. Девизом проекта было: «Мы не хотим строить дома или жилые дома, а будем строить социально здоровую среду для современного человека и его семьи». Тапиола представил утопическое видение общества и альтернативу тому, что в то время считалось угнетающей городской средой. В этом смысле Тапиола был и экспериментом, и моделью.
Тапиола была построена на принципах Эбенезер Ховард Город-сад. Основатель Тапиолы Хейкки фон Герцен считал, что невозможно создать удовлетворительный жилой центр, если плотность населения превышает определённый показатель. По замыслу Герцена, Тапиола, изначально планировавшаяся на площади в 600 акров, должна была иметь только 26 жителей на акр, а всего 15 000 человек. Земля была разделена на четыре микрорайона, разделенных зелеными полосами, а в центре был построен главный торговый и культурный центр, удовлетворяющий потребности 30 000 жителей (включая жителей близлежащих районов) (Герцен, 1959). Важной особенностью Тапиолы и городов-садов является развитие автономного сообщества. Это означало, что нужно было предоставить как можно больше рабочих мест — столько, сколько могло быть на расстоянии менее 10 км от Хельсинки.
Архитекторы, которым поручили спланировать Тапиолу, также испытали влияние Ле Корбюзье и другие пропагандисты модернизма, и, следовательно, их городские идеалы также включали многоэтажные дома, образующие впечатляющие силуэты, а также плотный метод строительства. Различные жилые единицы, составляющие Тапиолу, состоят из многоэтажных блоков и индивидуальных домов, как отдельно стоящих, так и рядами, что вносит разнообразие в окрестности и позволяет смешивать жителей. Сочетание архитектуры модернизма и идеологии движения города-сада приписывают огромный интерес к истории планирования Тапиолы.
Основные элементы планировки, на которых была построена Тапиола, синтезированные из работ фон Герцена, кратко изложены ниже:
- Отправной точкой планирования является индивидуальность человека и близость к природе, а эстетическая ценность природы и использование естественных контуров ландшафта сохраняются везде, где это возможно.
- Природа преобладает, архитектура вторична. Все постройки должны гармонировать с природным окружением.
- Быть рабочим городком, а не общежитием или детским садом, предоставляющим как можно больше рабочих мест своим жителям.
- В городе должен быть обеспечен определённый уровень доходов — «сообщество обывателей, где рядовой рабочий, успешный бизнесмен и профессор университета могут жить бок о бок».
- Последовательное размещение многоэтажных домов с альтернативными низкими домами, что создает ощущение простора и разнообразия.

## Услуги
Первый в Финляндии торговый центр, Heikintori, был открыт в Тапиоле в 1968 году. Центр Тапиолы предлагает широкий выбор услуг: универмаг (Stockmann), книжный магазин (Akateeminen kirjakauppa), продукты (К-Супермаркет, Stockmann Herkku), алкогольные магазины, почта, банки (Nordea, Данске Банк, Актия, Осууспанкки, Ålandsbanken, Handelsbanken и Nooa Säästöpankki), фото-студии, парикмахерские и другие малые предприятия. К государственным услугам относятся медицинский центр Тапиола, библиотека, бюро по трудоустройству и налоговое бюро Эспоо.

## Общественный транспорт
Общественный транспорт в Тапиоле состоит из автобусов и метро, обслуживаемых Хельсинкское региональное транспортное управление. В Станция метро Тапиола, станция Метро Хельсинки, открытый в составе Länsimetro (Западное расширение метро) в ноябре 2017 года.

## Споры
Основатель Garden City Tapiola, Хейкки фон Герцен, рассматривал возможность предъявления иска страховой компании Tapiola в 1981 году за кражу торговой марки Tapiola. Город-сад использовал значительные ресурсы в рекламе. Герцен опасался, что страховая компания может сократить свое название, опустив слово «страхование», и это также стало фактом на долгие годы во всех рекламных объявлениях в зданиях и в газетах.